# Łyska amerykańska

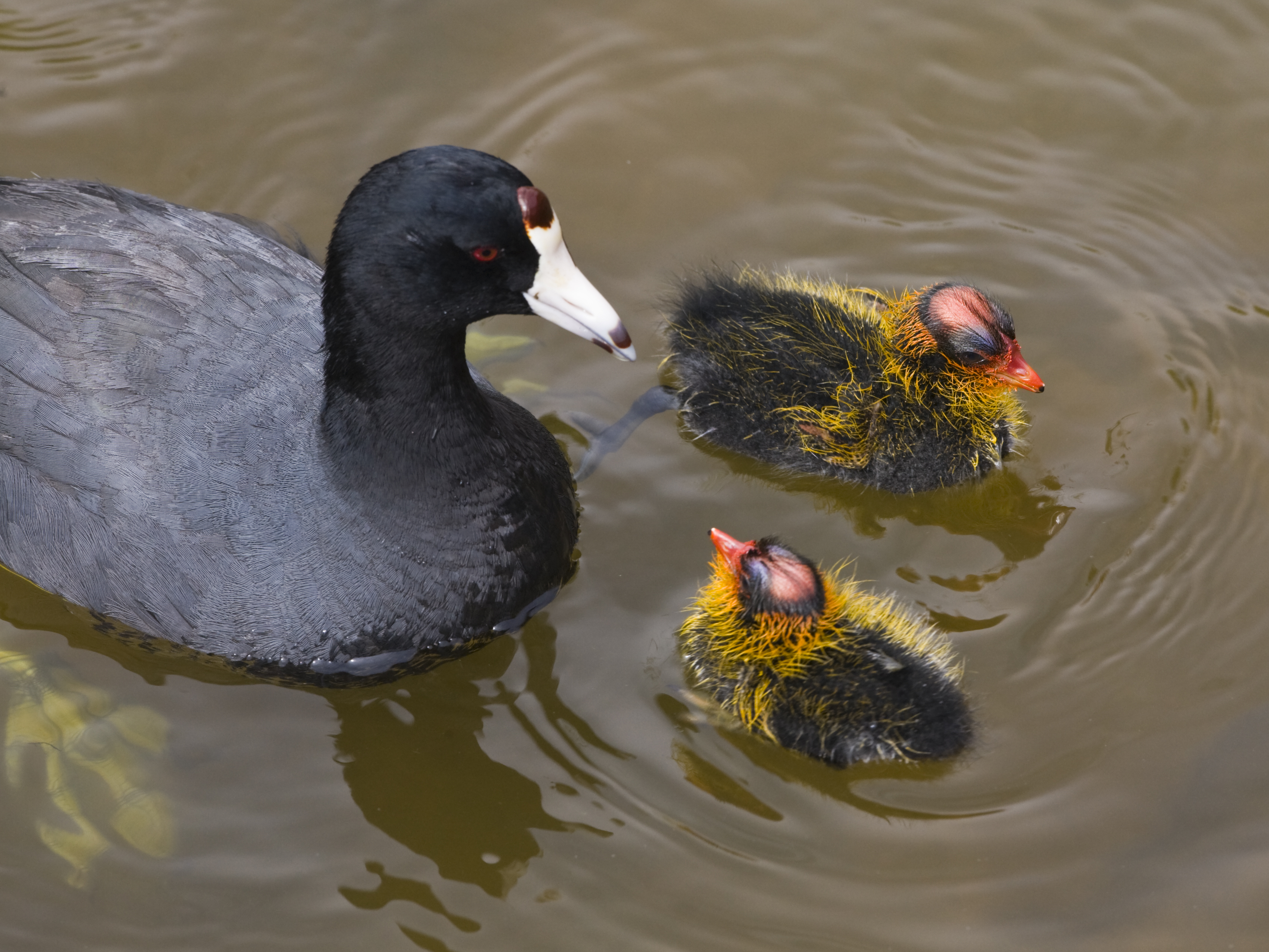
Łyska amerykańska z pisklętami

Łyska amerykańska (Fulica americana) – gatunek średniej wielkości ptaka z rodziny chruścieli (Rallidae). Nie jest zagrożony.
MorfologiaDługość ciała 34–43 cm, rozpiętość skrzydeł 60–70 cm; masa ciała: samce 576–848 (średnio 742) g, samice 427–628 (średnio 560) g.
Mają krótki, stożkowaty dziób, na czole nieopierzoną, białą lub czerwoną płytkę czołową, szare lub zielonkawe nogi, a każdy palec otoczony płatkowatymi błonami pławnymi umożliwiającymi pływanie i chodzenie po grząskim gruncie oraz pływających kożuchach roślin wodnych.
Zasięg, środowiskoMokradła i nad słodkimi wodami, od środkowej części Ameryki Północnej do północno-zachodniej części Ameryki Południowej. Zimuje w dużych stadach, na wolnych od lodu słodkich oraz słonych wodach.
Zachowanie i lęgiPływając, charakterystycznie kiwa głową. Pokarm zdobywa na powierzchni wody lub nurkując w poszukiwaniu roślin wodnych, ich nasion oraz bezkręgowców. Dysponując krótkimi skrzydłami, przed poderwaniem się do lotu bierze długi rozbieg, uderzając stopami po powierzchni wody. Lata wytrwale i szybko.
Gniazdo w kształcie kopczyka buduje z materiału roślinnego i składa do niego 8–12 nakrapianych jaj. Wysiadywanie trwa 23–25 dni. Pisklęta rodzą się pokryte czarnym puchem, a ich naga głowa ma pomarańczowoczerwoną lub purpurową barwę. Są gotowe do opuszczenia gniazda w ciągu 6 godzin od wyklucia.
StatusIUCN uznaje łyskę amerykańską za gatunek najmniejszej troski (LC, Least Concern). Liczebność światowej populacji szacuje się na około 6 milionów osobników. Trend liczebności populacji uznawany jest za spadkowy.
PodgatunkiWyróżniono dwa podgatunki F. americana:
- F. a. americana J.F. Gmelin, 1789 – południowo-wschodnia Alaska i Kanada po Kostarykę, Karaiby, wybrzeże Wenezueli; zimą zasięg na południu rozciąga się do Panamy, a na zachodzie do Hawajów.
- F. a. columbiana Chapman, 1914 – Andy w środkowej Kolumbii, dawniej także północny Ekwador.

Populacja uznawana dawniej za osobny gatunek Fulica caribaea (łyska karaibska), charakteryzująca się szerszą płytką czołową ubarwioną na kolor biały, czasem żółtawy, jest obecnie uznawana za odmianę barwną łyski amerykańskiej.